# Nicola Cadei
Nicola „Niki” Cadei (ur. 30 października 1977 w Sarnico) – włoski kierowca wyścigowy.

## Kariera
Cadei rozpoczął karierę w wyścigach samochodowych w 1996 roku od startów we  Włoskiej Formule 3. Z dorobkiem sześciu punktów uplasował się tam na siedemnastej pozycji w klasyfikacji generalnej. Rok później w tej samej serii był już piąty. W późniejszych latach pojawiał się także w stawce Masters of Formula 3, Grand Prix Monako Formuły 3, Euro Open by Nissan, Renault Sport Clio Trophy, Włoskiej Formuły Renault, FIA GT Championship, Spanish GT Championship, Italian GT Championship, Ferrari Challenge Italy, ADAC GT Masters, FIA GT3 European Championship, Le Mans Series, International GT Open, FIA GT2 European Cup, 24H Series, Italian GT Championship, Superstars GT Sprint, GT Sprint International Series, Blancpain Endurance Series, FIA World Endurance Championship, Gulf 12 Hours, Ferrari Challenge Europe oraz Trofeo Maserati World Series.
W World Series by Nissan Włoch wystartował w szesnastu wyścigach sezonu 1999 z włoską ekipą Auto in Motorsport. Raz zdołał stanąć na podium. Uzbierane 38 punktów dało mu jedenaste miejsce w końcowej klasyfikacji kierowców.